# منتخب تشاد لكرة السلة
منتخب تشاد الوطني لكرة السلة للرجال (بالفرنسية: Équipe du Tchad de basket-ball)‏ هو ممثل تشاد الرسمي في المنافسات الدولية في كرة السلة .